# Reglament de Radiocomunicacions de la UIT
El reglament de radiocomunicacions de la UIT regula el servei de comunicacions via ràdio i la utilització de les diferents freqüències. L'organisme regulador és la UIT (Unió Internacional de Telecomunicacions). La UIT regula la part de l'espectre electromagnètic que va des de 9 KHz a 275 GHz. Aquesta regulació fa referència a aspectes tècnics i jurídics.

## Tasques
- Assignació de diferents bands de freqüència a diferents serveis de ràdio.[4]
- Paràmetros tècnics obligatoris que cal acomplir per part de les estacions de ràdio, especialment les emissores.
- Procedimients per a la coordinació (garantir la compatibilitat tècnica) i notificació (registre formal i protecció en el Registre Internacional de Freqüències) de les assignacions de freqüència a les estacions de ràdio dels governs.
- Altres procedimients i disposicions operatives.

## Estructura
La versió actual de les regulacions ràdio de la ITU estan estructurades de la següent manera :
Volum 1 – Articles
- CAPÍTOL I – Terminologia i característiques tècniques
  - Secció I – Termes Generals (article 1.1-1.15)
  - Secció II – Termes Específics relacionats a la gestió de freqüències (article 1.16-1.18)
  - Secció III – Serveis de Radiocommunicacions (article 1.19-1.60)
  - Secció IV – Sistemes i estacions Ràdio (article 1.61-1.115)
  - Secció V – Termes Operacionals (article 1.116-1.136)
  - Secció VI – Característiques de les emissions i equipament ràdio (article 1.137-1.165)
  - Secció VII – Compartició de freqüència (article 1.166-1.176)
  - Secció VIII – Termes Tècnics relatius a l'espai (article 1.177-1.191)
- CAPÍTOL II – Freqüències
- CAPÍTOL III – Coordinació, notificació i gravació d'assignament de freqüències i Pla de notificacions
- CAPÍTOL IV – Interferències
- CAPÍTOL V – Provisions Administratives
- CAPÍTOL VI – Provisions per a serveis i estacions
- CAPÍTOL VII – Envelliment i seguretat de les commnicacions
- CAPÍTOL VIII – Serveis Aeronàutics
- CAPÍTOL IX – Serveis marítims
- CAPÍTOL X – Provisions per l'entrada en vigor de les regulacions ràdio

Volum 2 – Apèndix
Volum 3 – Resolucions i Recomanacions
Volum 4 – ITU-R Recomanacions afegides per refefència